# 第10次長期滞在
第10次長期滞在（だい10じちょうきたいざい、Expedition 10）は、国際宇宙ステーション（ISS）での10度目の長期滞在である。往来にはソユーズTMA-5が用いられ、緊急避難用としてISSに留まった。

## 乗組員
| 機長                                     | フライトエンジニア1                          |
| ---------------------------------------- | -------------------------------------------- |
| リロイ・チャオ, アメリカ航空宇宙局 4度目 | サリザン・シャリポフ, ロシア連邦宇宙局 2度目 |

## ミッションパラメータ
- 近点：384km
- 遠点：396km
- 軌道傾斜角：51.6°
- 公転周期：92分

- ドッキング：2004年10月16日6時15分（UTC）
- ドッキング解除：2005年4月24日18時45分（UTC）
- ドッキング時間：192日15時間39分

## ミッションの目的
チャオとシャリポフは、2004年10月16日にソユーズTMA-5でISSに到着し、第9時長期滞在のゲンナジー・パダルカ及びマイケル・フィンクと交代した。チャオはNASAの科学者で長期滞在の機長であり、シャリポフはソユーズの機長でフライトエンジニアだった。
このミッションでは、クエストのハードウェアの入れ替えや米国製宇宙服の修理、宇宙での超音波に関する実験等が行われた。また、チャオは史上初めて宇宙からアメリカ合衆国大統領選挙の投票を行った。

## 主な出来事
第10次長期滞在の打上げは、一度延期された。飛行前のテスト中、ソユーズTMA-5の爆発ボルトのスイッチが偶然入った。損傷の修理が行われた後、2004年10月14日にカザフスタンのバイコヌール宇宙基地より打上げが行われた。第10次長期滞在の期間中、プログレス補給船が2度ISSとドッキングした。1度目のプログレス51号は2004年12月25日、2度目のプログレス52号は2005年2月28日にドッキングした。
欧州宇宙機関の宇宙飛行士でイタリア人のロベルト・ヴィットーリは、第11次長期滞在の乗組員とともにISSを訪れ、8日間滞在して科学実験を行った。ヴィットーリは、第10次長期滞在の乗組員とともに地球に帰還した。ヴィットーリの訪問は、欧州宇宙機関とロシア連邦宇宙局の間の契約に基づくものであった。
ソユーズTMA-5の大気圏再突入は完璧に行われ、乗組員は192日19時間2分の宇宙滞在後、アルカルイクの北東53マイルの地点に安全に着陸した。

## 宇宙遊泳
第10次長期滞在の乗組員は、2度の宇宙遊泳を成功させた。1度目は、2005年1月26日にISSに新しい実験機材を導入した。2度目は2005年3月28日で、2006年の新しい欧州補給気の到着に備えるものだった。